# Lambiek
Lambiek ist ein niederländisches Comic-Onlinelexikon, das aus einem gleichnamigen Comicladen in Amsterdam entstand. Auf der Website lambiek.net findet man Biografien zu mehr als 14.000 Comicautoren aus aller Welt in englischer Sprache.

## Comicladen Lambiek
Der niederländische Comicsammler Kees Kousemaker (1942–2010) eröffnete 1968 in der Kerkstraat 104 in Amsterdam den Comicladen Lambiek. Der Name spielt dabei auf die Figur Lambik der Serie Suske und Wiske von Willy Vandersteen an. Der Laden gilt als Europas erster und weltweit am längsten betriebene Comicladen überhaupt. Zum Laden gehört auch ein Galerieraum für Comic-Ausstellungen oder Signierstunden. Für sein Engagement um die Comic-Kultur wurde Kousemaker 1995 mit dem Will Eisner Spirit of Comics Retailer Award auf der Comic-Con in San Diego ausgezeichnet. 2015 zog der Laden in die Koningsstraat 27 um.

## Website Lambiek.net
Ab 1994 ging die Website des Ladens ins Netz. Hier wurden neben dem Webshop des Ladens bereits Abhandlungen zur Historie des Comics veröffentlicht. 1999 wurde die Comic-Enzyklopädie unter den Namen Comiclopedia gegründet. Sie listet Biografien zu Comiczeichnern und Szenaristen mit einigen Abbildungen ihrer Werke auf. Mit mehr als 14.000 Beiträgen (Stand 2023) ist sie eine der größten Biografiensammlungen Comicschaffender der Welt.